# 章曙
章曙（1925年—1998年），原名章士琦，男，山东聊城人，生于北京，中华人民共和国外交家，章启月之父。

## 生平
1948年毕业于武汉大学外文系，早年进入中华人民共和国外交部。1963年，他担任中华人民共和国驻伊拉克使馆二等秘书、一等秘书。1972年，担任中国常驻联合国代表团政务参赞。1973年，出任联合国安全理事会事务司副司长，随后回国担任西亚北非司历任副司长、司长。1983年，他出任中华人民共和国驻比利时大使兼驻卢森堡大使和驻欧洲共同体代表团团长。1985年，担任中华人民共和国驻日本国大使。1988年，担任外交学院院长，1992年退休。